# Joachim Röhm (Übersetzer)

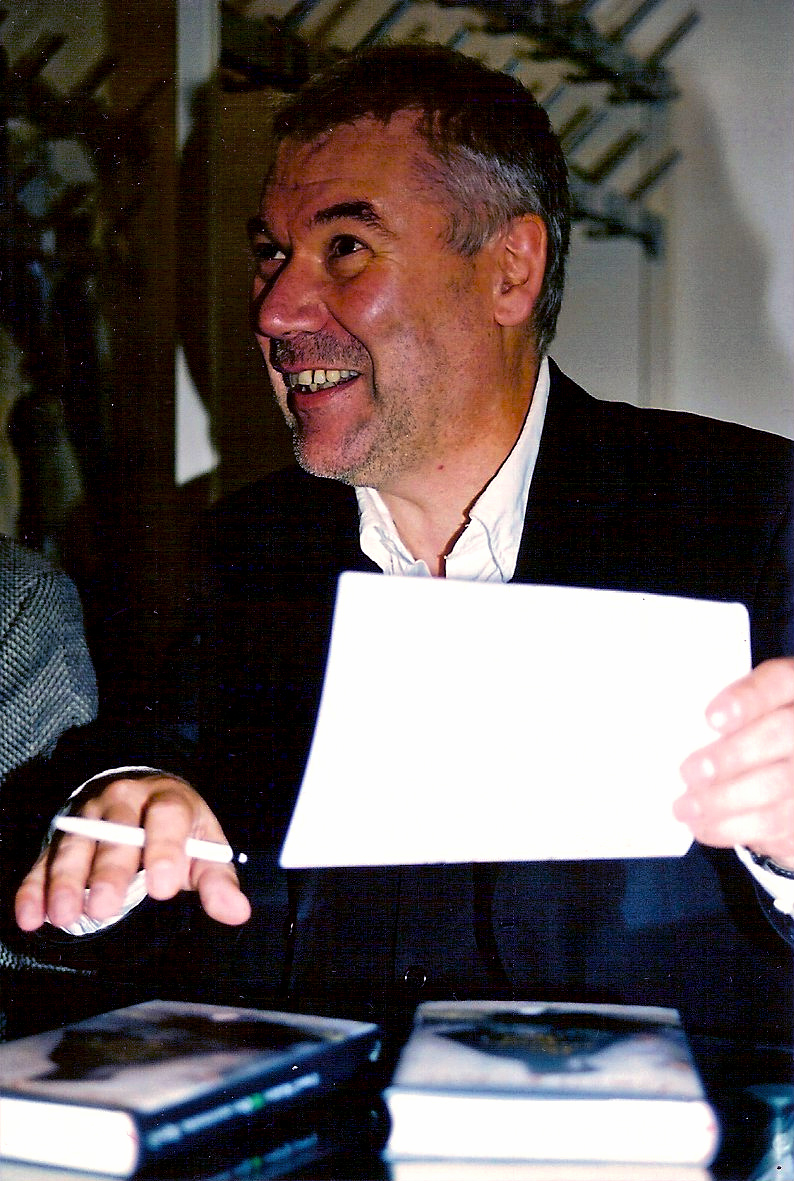
Röhm im Jahr 2001 in Zürich mit Ausgaben von Der zerrissene April

 Joachim Röhm (* 2. Mai 1947 in Stuttgart) ist ein deutscher Übersetzer albanischer Literatur.

## Leben
Nach dem Beginn des Studiums der Germanistik an der Eberhard Karls Universität Tübingen wurde er Mitglied der Kommunistischen Partei Deutschlands/Marxisten-Leninisten. Auf Anregung der Partei ging er im Jahre 1977 mit seiner Ehefrau nach Albanien. Dort arbeitete er für Radio Tirana und den staatseigenen Verlag für fremdsprachige Literatur. Röhm erlernte die Landessprache. 1980 kehrten sie nach Deutschland zurück. Hier arbeitete er in einer Fabrik und übersetzte am Feierabend.
1986 veröffentlichte die Deutsch-Albanische Freundschaftsgesellschaft den von Röhm mitverfassten Reiseführer Albanien als Reiseland. Durch das Erleben des realen Sozialismus hat er sich inzwischen von den kommunistischen Ideen abgewandt.
Seit 1990 arbeitet er als freier Übersetzer. Unter anderem überträgt er das Werk von Ismail Kadare ins Deutsche.

## Ehrungen und Stipendien
- 2006 Jane Scatcherd-Preis der Heinrich Maria Ledig-Rowohlt-Stiftung
- 2010 Jusuf Vrioni-Übersetzerpreis der Republik Albanien
- Stipendien des Deutschen Literaturfonds und des Deutschen Übersetzerfonds

## Werke

### Übersetzungen
- Lindita Arapi: Schlüsselmädchen. Berlin 2012
- Beqë Cufaj: Der Glanz der Fremde. Wien 2005
- Beqë Cufaj: Kosova. Wien 2000.
- Beqë Cufaj: Projektparty. Zürch 2012.
- Das Haus am Ende des Dorfes. Klagenfurt 2001 (übersetzt zusammen mit Roberto Mantovani)
- Ismail Kadare: Die Brücke mit den drei Bögen. Amann, Zürich 2002, ISBN 3-250-60041-5.
- Ismail Kadare: Chronik in Stein. Salzburg 1988.
  - als Fischer Taschenbuch, Frankfurt am Main 2012, ISBN 978-3-596-19178-9.
- Ismail Kadare: Die Dämmerung der Steppengötter, Roman. Fischer, Frankfurt am Main 2016, ISBN 978-3-10-038414-0.
- Ismail Kadare: Doruntinas Heimkehr. Salzburg u. a. 1992.
- Ismail Kadare: Ein folgenschwerer Abend. Zürich 2010.
- Ismail Kadare: Der General der toten Armee. Zürich 2004.
- Ismail Kadare: Konzert am Ende des Winters. Salzburg u. a. 1991.
  - als Fischer Taschenbuch, Frankfurt am Main 2015, ISBN 978-3-596-19181-9.
- Ismail Kadare: Der Nachfolger. Zürich 2006.
- Ismail Kadare: Der Palast der Träume. Zürich 2003.
- Ismail Kadare: Die Pyramide. Roman. Fischer, Frankfurt am Main 2014, ISBN 978-3-10-038410-2.
- Ismail Kadare: Der Raub des königlichen Schlafs. Zürich 2008.
- Ismail Kadare: Der Schandkasten. Salzburg u. a. 1990.
  - als Fischer Taschenbuch, Frankfurt am Main 2014, ISBN 978-3-596-19183-3.
- Ismail Kadare: Die Schleierkarawane, Erzählungen. Fischer, Frankfurt am Main 2015, ISBN 978-3-10-038419-5.
- Ismail Kadare: Spiritus. Zürich 2007.
- Ismail Kadare: Die Verbannte. Frankfurt am Main 2017.
- Ismail Kadare: Das verflixte Jahr. Zürich 2005.
- Ismail Kadare: Der zerrissene April. München 1993.
- Fatos Kongoli: Die albanische Braut. Zürich 1999
- Fatos Kongoli: Hundehaut. Zürich 2006.
- Kim Mehmeti: Das Dorf der verfluchten Kinder. Klagenfurt 2002
- Migjeni: Der Selbstmord des Sperlings und andere Prosaskizzen. Karlsruhe 1989
- Besnik Mustafaj: Albanien. Frankfurt am Main 1997
- Besnik Mustafaj: Kleine Saga aus dem Kerker. Frankfurt am Main 1997.
- Rexhep Qosja: In solchen Augen liegt der Tod. Innsbruck 1995

### Autor
- mit Rüdiger Pier: Albanien als Reiseland – Kurzer Reiseführer mit praktischen Hinweisen. In: Informationen aus & über Albanien. Band 5. Deutsch-Albanische Freundschaftsgesellschaft e.V., München/Hamburg 1986, ISBN 3-925297-15-4.